# Last Patrol
Last Patrol (с англ. — «Последний дозор») — девятый студийный альбом американской стоунер-рок-группы Monster Magnet, выпущенный лейблом Napalm Records 15 октября 2013 года.
Дэйв Вайндорф, лидер Monster Magnet, описал Last Patrol, как возвращение к корням в плане создания звуковой атмосферы и использования приёмов записи. Музыкант также разъяснил, что при написании песен группа делала упор на использование в тексте композиций сюрреалистических образов и понятий из научной фантастики.
Релиз Last Patrol состоялся 15 октября 2013. За первую неделю продаж в США пластинка разошлась тиражом 2,300 копий, тем самым заняв 188 место в чарте Billboard 200. Помимо этого, альбом вошёл в чарты Австрии, Бельгии, Германии, Швейцарии и Финляндии.

### Восприятие
| Оценки критиков | Оценки критиков |
| Источник        | Оценка          |
| --------------- | --------------- |
| About.com       | [ 7 ]           |
| AllMusic        | [ 8 ]           |
| Blabbermouth    | 9/10            |
| Classic Rock    | 9/10            |
| CraveOnline     | 5/10            |
| Jukebox:Metal   | [ 12 ]          |
| Revolver        | [ 13 ]          |
| Sputnikmusic    | [ 14 ]          |

В большинстве своём Last Patrol получил высокие оценки критиков. Многие обозреватели выделили мелодичность и лирику композиций. К примеру, редактор журнала Revolver Гари Грэфф написал, что группа продолжает «звучать свежо и полноценно». Схожую точку зрения высказал Джеймс Кристофер Монгер, рецензент Allmusic. Сравнивая альбом с предыдущей пластинкой Mastermind, критик отметил в песнях Last Patrol меньше жёсткости, но тем не менее он проследил звуковые черты, присущие музыкальному стилю Monster Magnet. Отрицательный отзыв оставил Иен Робинсон из CraveOnline; свою оценку (5 из 10) он обосновал «не интересностью» как альбома, так и самой группы.

## Список композиций
Слова и музыка всех песен — Monster Magnet, за исключением отмеченного.
| №                   | Название                      | Длительность |
| ------------------- | ----------------------------- | ------------ |
| 1.                  | «I Live Behind the Clouds»    | 4:25         |
| 2.                  | «Last Patrol»                 | 9:23         |
| 3.                  | «Three Kingfishers» (Донован) | 4:33         |
| 4.                  | «Paradise»                    | 4:31         |
| 5.                  | «Hallelujah»                  | 4:13         |
| 6.                  | «Mindless Ones»               | 5:30         |
| 7.                  | «The Duke (of Supernature)»   | 4:59         |
| 8.                  | «End of Time»                 | 7:45         |
| 9.                  | «Stay Tuned»                  | 5:54         |
| Общая длительность: | Общая длительность:           | 60:58        |

| №   | Название                | Длительность |
| --- | ----------------------- | ------------ |
| 10. | «Strobe Light Beatdown» | 4:26         |
| 11. | «One Dead Moon»         | 5:19         |

## Участники записи
| Monster Magnet - Дэйв Вайндорф — вокал, гитара, клавишные, продюсирование - Гаррет Свинни — гитара, ситара - Фил Кайвано — гитара, бас-гитара, продюсирование - Боб Пантелла — барабаны, перкуссия | Другой персонал - Джо Барреси — сведение - Райан Смит — мастеринг - Райан Кларк, Джон Самроу — дизайн |

## Позиции в чартах
| Чарт (2013)             | Высшая позиция |
| ----------------------- | -------------- |
| Austrian Albums Chart   | 50             |
| Ultratop (VL)           | 100            |
| Ultratop (WA)           | 198            |
| Media Control Charts    | 29             |
| Suomen virallinen lista | 43             |
| Schweizer Hitparade     | 44             |
| Billboard 200           | 188            |
| Top Independent Albums  | 46             |
| Top Hard Rock Albums    | 17             |